# You've Got Another Thing Comin'
You've Got Another Thing Comin' è un brano dell'album Screaming for Vengeance dei Judas Priest, uscito come singolo nel 1982. Il brano è tra quelli di maggior successo della band, un cult del heavy metal anni ottanta.
Il canale americano VH1 ha classificato il brano al 5º posto nella classifica 40 Greatest Metal Song.

## Curiosità
- Il brano è stato inserito nel videogioco GTA Vice City della Rockstar Games.
- La canzone fa parte del videogioco Guitar Hero.